# Crisfield
Crisfield is een plaats (city) in de Amerikaanse staat Maryland, en valt bestuurlijk gezien onder Somerset County.

## Demografie
Bij de volkstelling in 2000 werd het aantal inwoners vastgesteld op 2723.
In 2006 is het aantal inwoners door het United States Census Bureau geschat op 2792, een stijging van 69 (2.5%).

## Geografie
Volgens het United States Census Bureau beslaat de plaats een oppervlakte van
7,8 km², waarvan 4,2 km² land en 3,6 km² water. Crisfield ligt op ongeveer 0 m boven zeeniveau.

## Plaatsen in de nabije omgeving
De onderstaande figuur toont nabijgelegen plaatsen in een straal van 24 km rond Crisfield.